# Mötet i Stockholm 1508
Mötet i Stockholm 1508 var en sammankomst som hölls i Stockholm för att diskutera och besluta om Sveriges angelägenheter. Det inleddes i augusti 1508 och avslutades samma månad.
Mötet avhandlade kriget mellan Sverige/Svante Nilsson och Danmark/kung Hans och de förslag för att avslutade detta som först fram i mötet i Stockholm 1507. 